# Opština Bajina Bašta
Opština Bajina Bašta (v srbské cyrilici Општина Бајина Башта) je základní jednotka územní samosprávy v autonomní oblasti Vojvodina na severu Srbska. V roce 2011 zde žilo 26 022 obyvatel. Sídlem správy opštiny je město Bajina Bašta.
Území opštiny se nachází na západě Srbska u hranice s Bosnou a Hercegovinou v regionu Podriní. Ve své východní části je značně hornaté. Na východě hraničí s opštinou Užice a opštinou Kosjerić, na západě s Bosnou a Hercegovinou.
Obyvatelstvo na území opštiny Bajina Bašta je národnostně víceméně homogenní, dominuje srbská národnost.

## Sídla
V opštině se nachází celkem 36 sídel:
| - Bačevci (167) - Bajina Bašta (9543) - Beserovina (213) - Cerje (168) - Crvica (756) - Dobrotin (251) - Draksin (144) - Dub (419) - Gvozdac (642) - Jagoštica (152) - Jakalj (472) - Jelovik (212) | - Konjska Reka (112) - Kostojevići (495) - Lještansko (418) - Lug (2555) - Mala Reka (489) - Obajgora (834) - Okletac (622) - Ovčinja (582) - Pepelj (180) - Perućac (845) - Pilica (653) - Pridoli (334) | - Rača (672) - Rastište (473) - Rogačica (768) - Sijerač (201) - Solotuša (1066) - Strmovo (582) - Višesava (1566) - Zaglavak (566) - Zaovine (442) - Zarožje (790) - Zaugline (348) - Zlodol (419) |